# Gouaougue
Le ruisseau de la Gouaougue est un cours d'eau qui traverse le département des Landes et un affluent droit du Louts dans le bassin versant de l'Adour.

## Hydronymie
L'hydronyme, anciennement Gouaube est issu de l'occitan *agua alba « eau blanche », issu des termes latins aqua « eau » et alba « blanc » .

## Géographie
D'une longueur de 14,9 kilomètres, il prend sa source sur la commune de Doazit (Landes), à l'altitude 105 mètres.
Il coule du sud-est vers le nord-ouest et se jette dans le Louts à Saint-Aubin (Landes), à l'altitude 36 mètres.

## Communes et cantons traversés
Dans le département des Landes, le ruisseau de la Gouaougue traverse quatre communes et un canton : dans le sens amont vers aval : Doazit (source), Maylis, Larbey et Saint-Aubin (confluence).
Soit en termes de cantons, le ruisseau de la Gouaougue prend source et conflue dans le canton de Mugron.

## Affluents
Le ruisseau de la Gouaougue a deux affluents référencés :
- le ruisseau de Sourigues (rg), 1,9 km sur Saint-Aubin ;
- le ruisseau de Bazin (rd), 6,9 km sur Montaut, Hauriet et Saint-Aubin (de la source à la confluence).